# Handigang
Pour plus de détails, voir Fiche technique et Distribution.
Handigang est un téléfilm français en deux parties réalisé par Stéphanie Pillonca, diffusé en 2022.
Il s'agit de l'adaptation du roman Handi-Gang de Cara Zina (éditions Libertalia, 2017).
Il est sélectionné et projeté le 10 février 2022 au Festival TV de Luchon, où il récolte le prix « Émotion du festival » – Excellence pyrénéenne pour l'ensemble des jeunes comédiens.

## Synopsis
Sam, 17 ans, fils unique, vit seul avec sa mère, Nina, — son père les ayant abandonnés après avoir appris la maladie de son fils : c'est un garçon comme les autres, ou presque : il est en fauteuil roulant, amputé des 4 membres à la suite d'une méningite contractée à l'âge de 6 ans. Et cette année, il va passer son bac. Alors qu'un nouveau venu, Vincent, atteint de mucoviscidose, arrive en cours d'année dans sa classe, Sam va organiser avec cet adolescent charismatique des actions de plus en plus spectaculaires pour que les institutions publiques les intègrent et assument leur singularité.

## Fiche technique
Sauf indication contraire, les informations mentionnées dans cette section peuvent être confirmées par la base de données cinématographiques IMDb,  présente dans la section « Liens externes ».
- Titre original : Handigang
- Réalisation : Stéphanie Pillonca
- Scénario : Marine Gacem, d'après le roman Handi-Gang de Cara Zina
- Musique : Martin Balsan
- Décors : Margaux Coste
- Costumes : Sandrine Bernard
- Photographie : Hugues Poulain
- Montage : Fabien Bouillaud
- Production : Sébastien Charbit et Sidonie Cohen de Lara
- Sociétés de production : Troisième Œil Story ; TF1 Films Productions
- Société de distribution : TF1 Distribution
- Pays de production :  France
- Langue originale : français
- Format : couleur
- Genre : drame
- Durée : 90 minutes
- Dates de première diffusion :
  - France : 10 février 2022 (avant-première au Festival TV de Luchon) ; 12 avril 2022 (Salto) ; 2 mai 2022 (TF1)
  - Belgique : 16 février 2022 sur RTL TVI

## Distribution
- Alessandra Sublet : Nina Belek
- Théo Curin : Sam Belek
- Bruno Wolkowitch : M. Giraudier
- Arthur Legrand : Vincent Martin
- Samira Lachhab : Betty
- Mathieu Hannedouche : Tom
- Christophe Héraut : Max
- Victor Lefebvre : Grégoire
- Esther Valding : Manon
- Angèle Rohé : Lilas
- Helena de Araujo : Une des figurantes
- Arsène Mosca : Monsieur Perrault, assistant éducation
- Guillaume Duhesme : Formateur F1
- Lou Boland : Léandre

## Production
En juillet 2021, on apprend que l'animatrice Alessandra Sublet fait partie de la distribution du téléfilm, aux côtés de Lola Dewaere, Théo Curin, Esther Valding et Arthur Legrand. Il s'agit de sa première vraie expérience d'actrice, si l'on excepte les films où elle jouait son propre rôle. La réalisation est confiée à Stéphanie Pillonca. Le téléfilm est produit par Troisième Œil Story.
Le tournage commence le 16 août 2021 à Lyon, dont le quartier de la Croix-Rousse et dans le 5ème arrondissement , en Auvergne-Rhône-Alpes, et s'achève le 13 septembre,.

## Distinction

### Récompense
- Festival TV de Luchon 2022 : prix « Émotion du festival » – Excellence pyrénéenne pour l'ensemble des jeunes comédiens[1]